# Vladimír Vacátko
Vladimír Vacátko (* 15. September 1952 in Liberec, Tschechoslowakei; † 10. September 2016 in Duisburg) war ein tschechoslowakischstämmiger deutscher Eishockeyspieler, der zweimal mit der Düsseldorfer EG und einmal mit dem Sportbund DJK Rosenheim deutscher Meister wurde. Für die deutsche Nationalmannschaft spielte er unter anderem bei den Olympischen Winterspielen 1980.

## Karriere
Vladimír Vacátko, der im tschechoslowakischen Liberec geboren wurde, siedelte später nach Westdeutschland über. Dort machte er erstmals in der Spielzeit 1969/70 auf sich aufmerksam, als er im Trikot des Kölner Eisklubs 30 Tore in 30 Spielen in der Bundesliga erzielte. Trotz dieser Treffsicherheit seines Youngsters stieg der Bundesliganeuling aus Köln in die Oberliga ab. Vacatko hingegen schloss sich der Düsseldorfer EG an und blieb so erstklassig. In seiner Zeit bei der DEG spielte er mehrere Jahre mit Petr Hejma in einer Sturmreihe. Das Sturmduo war für seine Doppelpass-Serien bekannt. 1972 und 1975 gewann er mit den Düsseldorfern, für die er insgesamt 230 Bundesligatore erzielte, die deutsche Meisterschaft. Nach zehn Jahren am Rhein wechselte er zum Sportbund DJK Rosenheim, mit dem er 1982 seine dritte deutsche Meisterschaft feiern konnte. Anschließend zog es ihn weiter zum ECD Iserlohn, bei dem er bis 1985 mit Martti Jarkko und Martin Hinterstocker senior eine als „legendär“ bezeichnete Sturmreihe bildete. Nachdem er in der Saison 1985/86 noch ein Jahr für den SV Bayreuth in der Bundesliga gespielt hatte, war er die folgenden sieben Jahre für verschiedene unterklassige Klubs aktiv, bevor er 1993 im Alter von 40 Jahren seine aktive Karriere beendete.
Vacátko starb kurz vor seinem 64. Geburtstag.

### International
Vacátko spielte international für die deutsche Nationalmannschaft, mit der er an den Weltmeisterschaften 1976, 1977, 1978, 1979 und 1981 sowie den Olympischen Winterspielen in Lake Placid 1980 teilnahm.

## Erfolge und Auszeichnungen
- 1972 Deutscher Meister mit der Düsseldorfer EG
- 1975 Deutscher Meister mit der Düsseldorfer EG
- 1982 Deutscher Meister mit dem Sportbund DJK Rosenheim